# Ungarisches Naturwissenschaftliches Museum

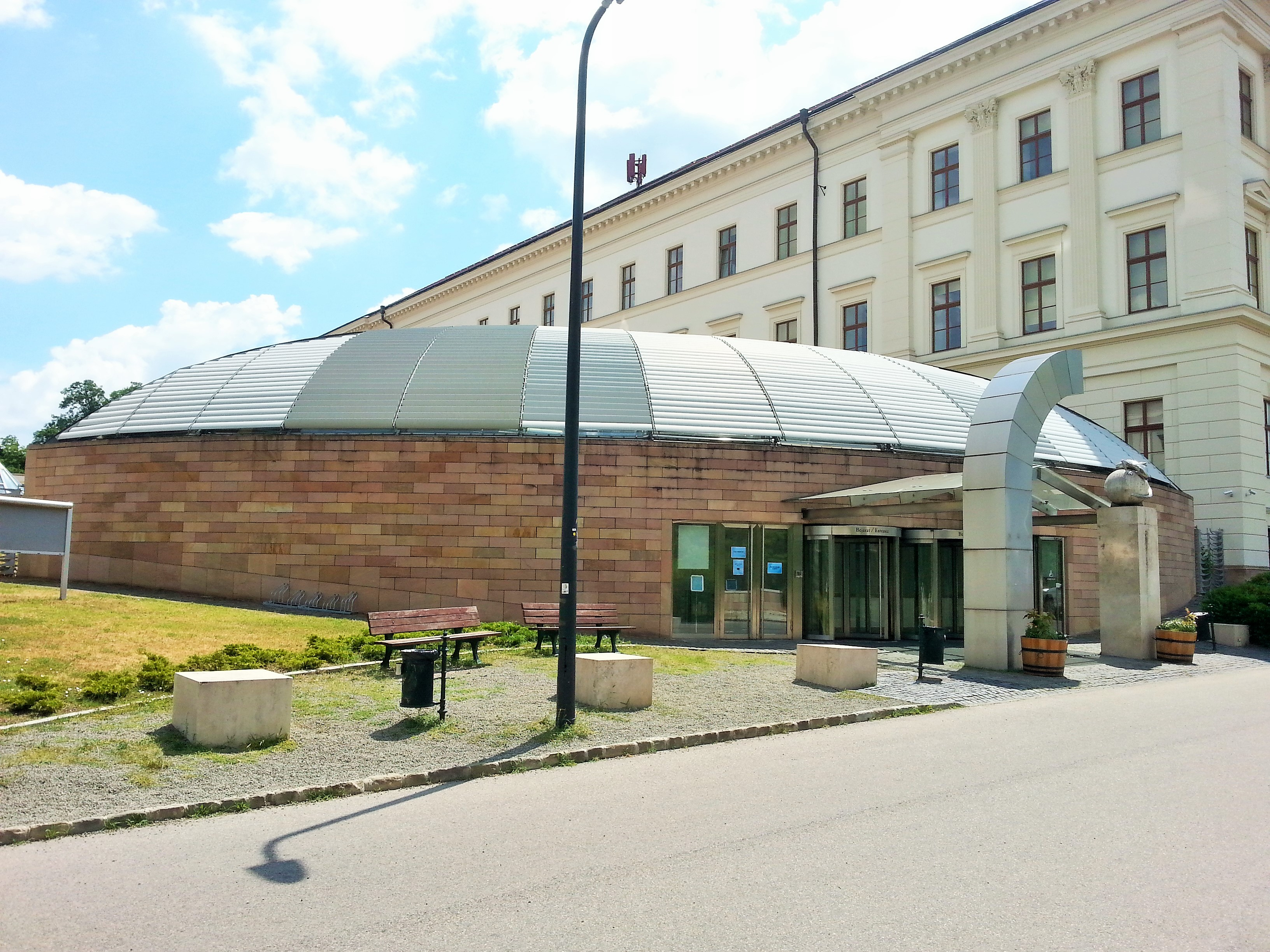
Eingang zum Museum

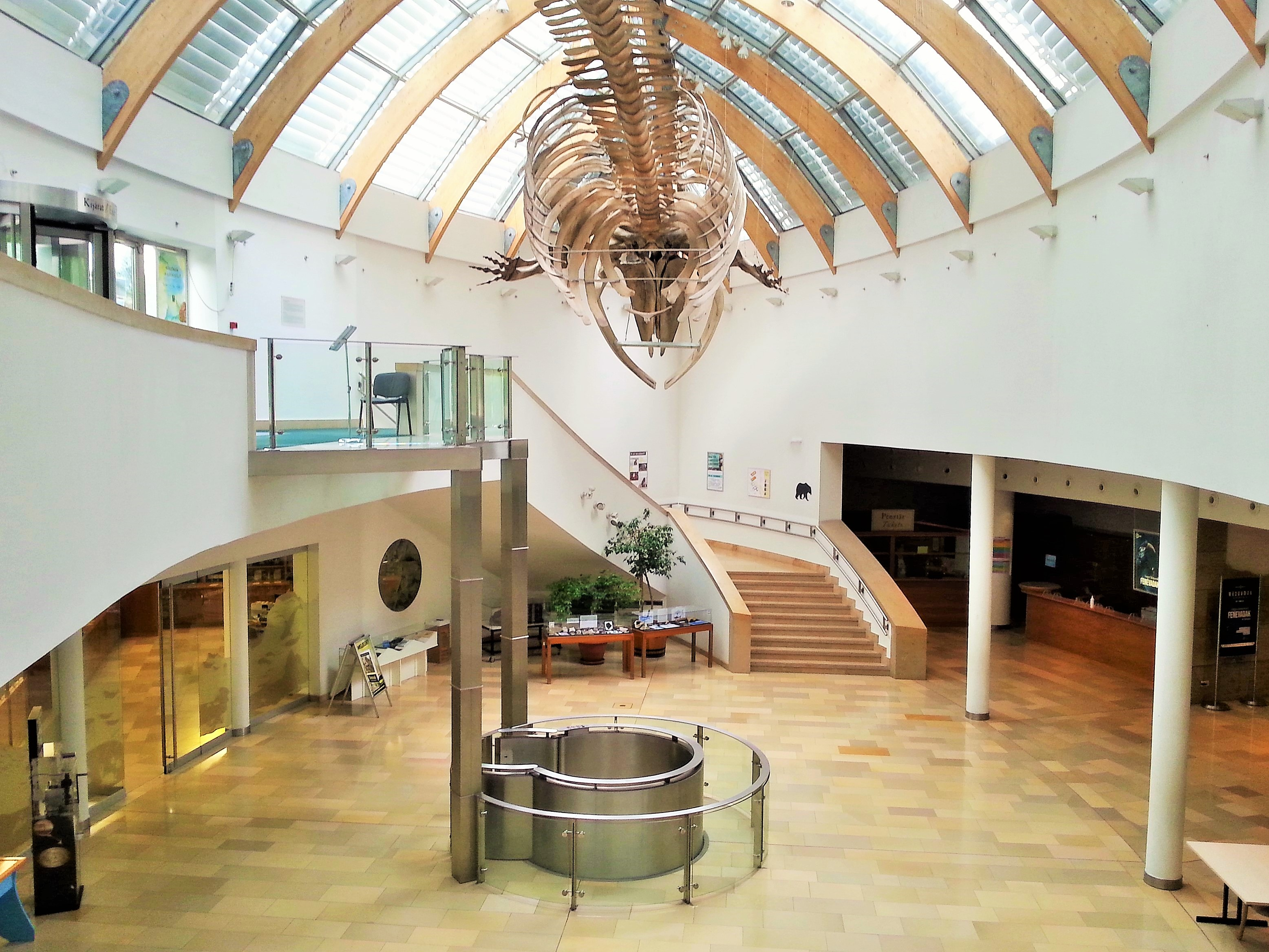
Innenraum des Museums

Das Ungarische Naturwissenschaftliche Museum (ungarisch Magyar Természettudományi Múzeum, MTTM bzw. NHMUS) ist ein Naturkundemuseum in der ungarischen Hauptstadt Budapest. Der Hauptsitz befindet sich am Ludovika tér 2–6 in der ehemaligen Ludovika-Akademie im VIII. Budapester Bezirk. Das 1802 gegründete Museum ist Europas drittältestes Naturkundemuseum und gilt mit seinen rund 10 Millionen Exponaten auch als eines seiner größten.

## Geschichte

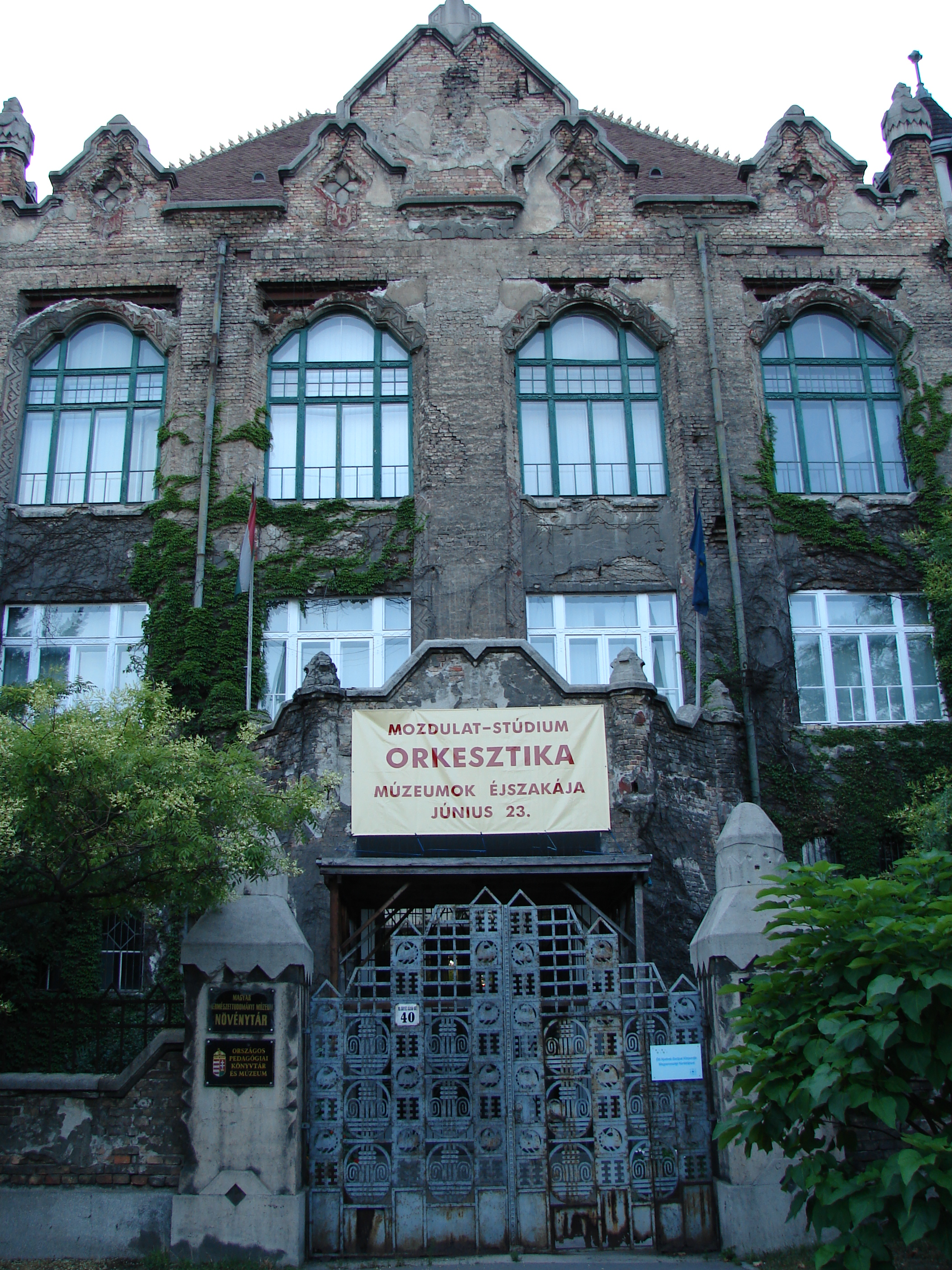
Gebäude der Botanischen Abteilung am Budapester Volkspark (Népliget)

Die Geschichte des Naturwissenschaftlichen Museums und seiner Sammlungen war lange Zeit eng mit der des Ungarischen Nationalmuseum (MNM) verbunden. Jene geht zurück auf eine Gründung im Jahr 1802, als Graf Ferenc Széchényi seine etwa 17.000 Bände umfassende Bibliothek samt Münzsammlung dem ungarischen Staat übergab, um damit den Grundstock für eine nationale wissenschaftliche Sammlung und eine nationale Bibliothek (der zukünftigen Széchényi-Nationalbibliothek) zu bilden. Die durch seine Ehefrau, Gräfin Julianna Festetics ein Jahr darauf überlassene Mineraliensammlung wurde zum Grundstock der naturkundlichen Sammlung.
Ab 1810 wurde die gesamte Sammlung in einer Natur- und Kunstkammer (lat.: Camera Naturae et Artis Productorum) präsentiert. 1811 folgte eine Schenkung durch Erzherzog Rainer von Österreich, welche die paläontologische Sammlung begründete, und 1818 wurde für 7.000 Forint die Pflanzensammlung des Botanikers Pál Kitaibel erworben, und damit der Grundstock für die botanische Sammlung gelegt.
1847 zog die Sammlung in den von Mihály Pollack entworfenen Neubau des Nationalmuseums auf dem Museum-Boulevard (Muzeum körút), und durch Schenkungen und Ankäufe wurden die Sammlungen in den Folgejahren zügig erweitert. Die größte Erweiterung in der Zeit nach der Ungarischen Revolution war 1856 der Erwerb der Sammlungen der Königlichen Ungarischen Naturwissenschaftlichen Gesellschaft. Ab 1870 hatte das Ungarische Nationalmuseum gesonderte Abteilungen für Botanik, Mineralogie und Zoologie. Um 1896 umfassten diese Sammlungen bereits über 1 Million Spezimen.
1927 fand der 10. Internationale Zoologische Kongress in Budapest statt. Die Insektensammlung des Nationalmuseums beheimatete zu dieser Zeit rund 3 Millionen Proben und musste in ein eigenes Gebäude in der Baross-Straße 13 verlegt werden. Da die sich ständig erweiternden Sammlungen immer komplexer und überfüllter wurden, wurde 1933 das gesonderte Naturwissenschaftliche Museum gegründet, jedoch immer noch als Teil des Nationalmuseums. Ende der 30er Jahre wurde die Forschungsarbeit am Museum intensiviert und u. a. eine Zusammenarbeit mit der Josef-Universität für Technik und Wirtschaftswissenschaften aufgebaut. Gegen Ende des Zweiten Weltkrieges wurde die Botanische Sammlung nach Váchartyán im Komitat Pest-Pilis-Solt-Kiskun evakuiert und ging dabei zu einem Großteil verloren, während die im Nationalmuseum verbliebenen Sammlungen und Exponate unversehrt blieben.
Während des Ungarischen Volksaufstands 1956 wurde das Hauptgebäude des Nationalmuseums durch Artillerieschüsse getroffen und sowohl die Afrika-Ausstellung als auch ein Großteil der mineralogischen und paläontologischen Sammlungsgegenstände wurden zerstört. Einige Tage später wurde das Gebäude in der Baross-Straße getroffen, und rund 36.000 ausgestopfte Vögel, 22.000 Vogeleier, 13.000 Fische, 40.000 Amphibien und Reptilien, 500.000 Mollusken, 60.000 Großlibellen, 200.000 Zweiflügler fielen den Flammen zum Opfer, zusammen mit rund 100.000 wissenschaftlichen Buchbänden. In den 60er und 70er konnte die Afrika-Ausstellung durch Afrika-Expeditionen des Großwildjägers Zsigmond Széchenyi wieder ersetzt werden, ebenso wie regelmäßige Forschungsreisen ungarischer Wissenschaftler in zu dieser Zeit kommunistische Dritte-Welt-Länder wie Nordkorea, Vietnam, Kuba oder der Mongolei die naturhistorischen Sammlungen ergänzten.

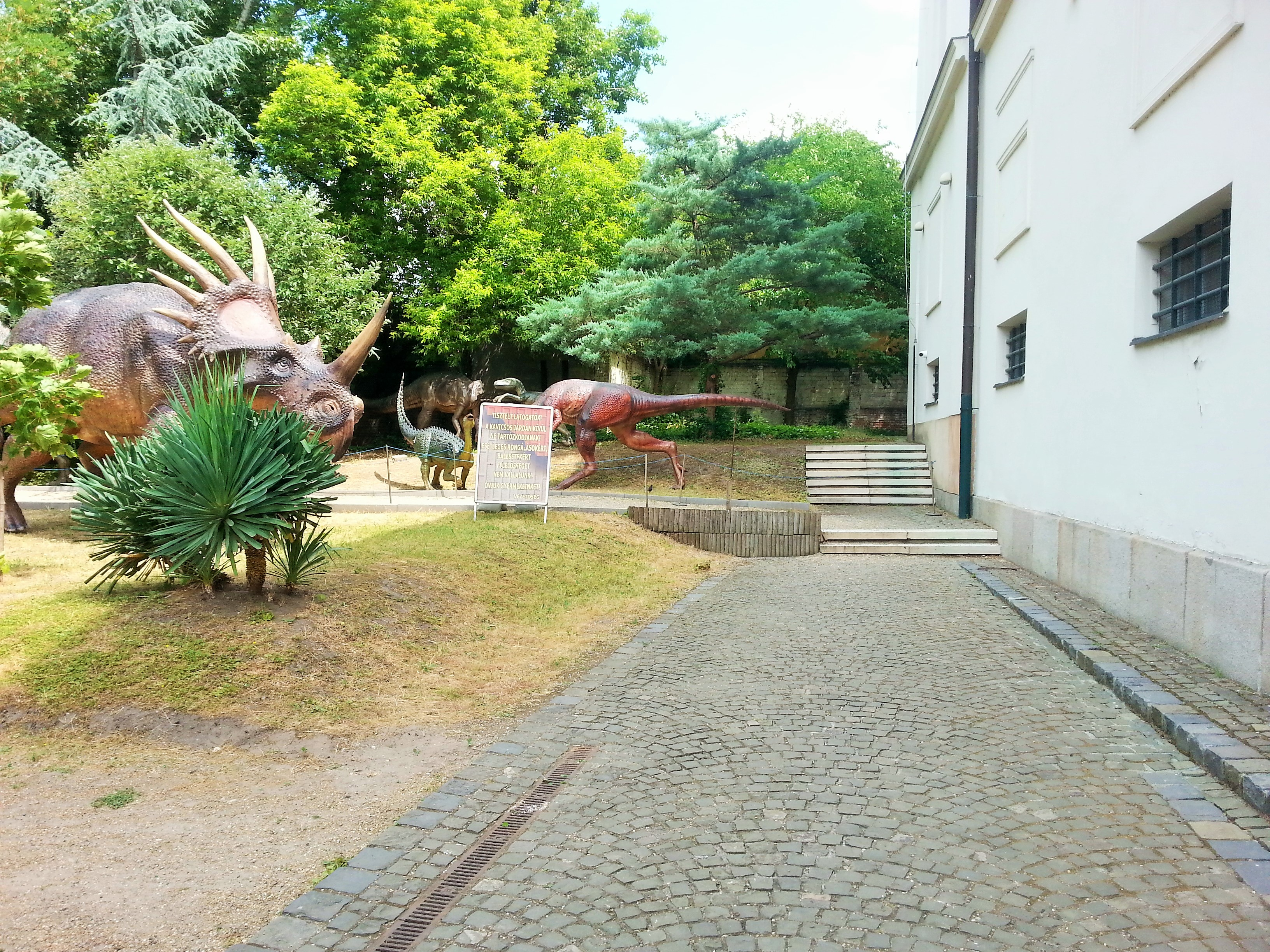
Dino-Park im
Außenbereich

Von Ende der 50er Jahre bis Mitte der 90er Jahre werden einige der Sammlungen des Naturwissenschaftlichen Museums wiederholt an verschiedene Ausstellungsstandorte verlegt. Die ungarische Regierung entschied sich Anfang der 90er, alle Sammlungen des Museums in den Gebäudekomplex der Ludovika-Akademie, der ehemaligen Militärakademie der k.u. Landwehr, zu verlegen. 1995 wurde dieser neue Museumsstandort am Ludovika-Platz (Ludovika tér) 2–6 eröffnet und erfuhr 2004 seine letzte wesentliche Erweiterung. An einigen Teilen der 5.000 m² großen Ausstellungsflächen wird jedoch heute noch gebaut.
Generaldirektor des Museums ist seit 1986 der Zoologe István Matskási.

## Forschung und Sammlung
Die fünf wissenschaftlichen Abteilungen des Museums sind interaktiv aufgebaut. In der Ludovika-Akademie befinden sich die Abteilungen für Anthropologie, Geologie und Paläontologie, Mineralogie und Petrologie, sowie die Zentrale der Bibliothek. Des Weiteren befinden sich in der Ludovika die Vogel- und Säugetiersammlung der Zoologische Abteilung, ein molekulargenetisches Labor, eine Paläontologische Forschungsgruppe und die Tierökologische Forschungsgruppe der Ungarischen Akademie der Wissenschaften.

### Anthropologische Abteilung
Die Anthropologische Sammlung des Naturwissenschaftlichen Museums umfasst rund 20.000 menschliche Knochen aus der Periode der Jung- und Mittelsteinzeit. In der Sammlung befinden sich auch ungarische Neandertaler-Fundstücke aus der Subalyuk-Höhle und der Istállós-kő-Höhle.

### Botanische Abteilung
Das Herbarium hält insgesamt 1.800.000 Belege in den einzelnen Sammlungen der Paläobotanik, Kryptogame, Bedecktsamer und Pilze. Zu den historischen Sammlungsstücken gehören die Herbarien einiger bedeutender Botaniker, wie Pál Kitaibel, Lajos Kossuth, Lajos Haynald, Árpád Degen und Sándor Jávorka. Die ältesten Herbarbelege des Naturwissenschaftlichen Museums stammen aus der Pflanzensammlung des dänischen Botanikers Franz Mygind (1710–1789) aus dem Jahr 1759.

### Geologische und Paläontologische Abteilung
The Geologische und Paläontologische Sammlung hält circa 100.000 Fossilien aus Ungarn und dem Ausland. Sie gilt als eine der umfassendsten paläontologischen Sammlung Europas.

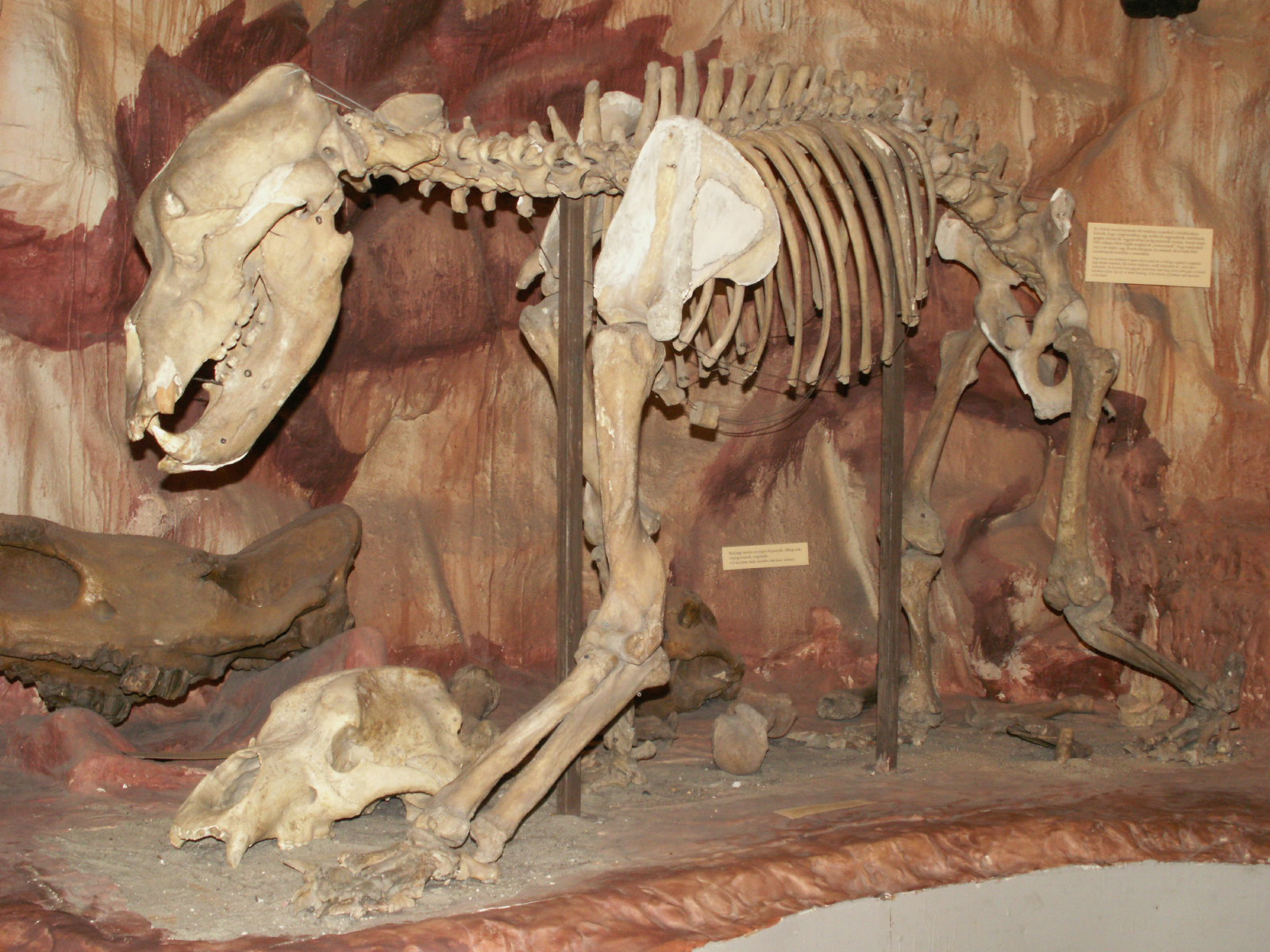
Ursus spelaeus (Höhlenbär)
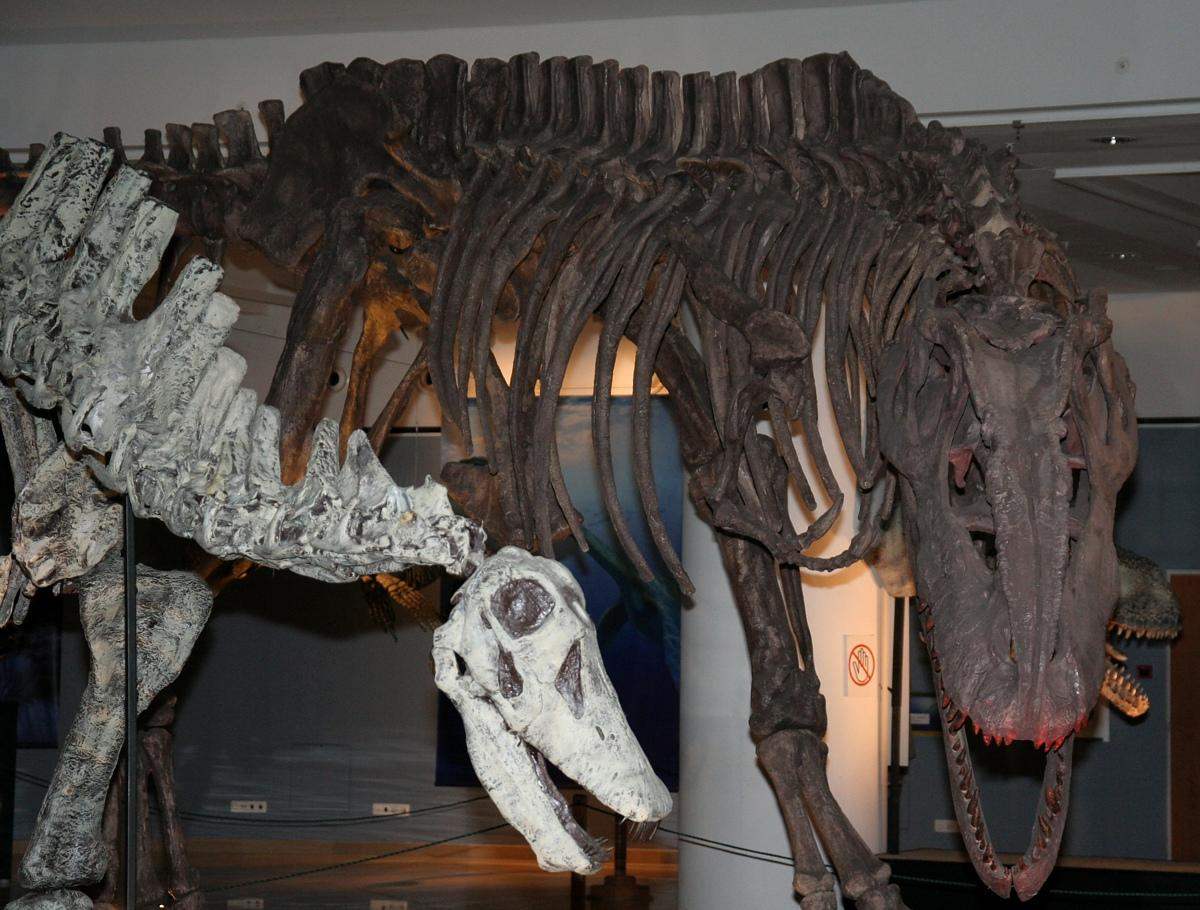
Limaysaurus tessonei (li.) und Giganotosaurus (re.)

### Mineralogische und Petrologische Abteilung
Bis 1956 galt die Mineralogische und Petrologische Sammlung als eine der drei kostbarsten Sammlungen weltweit, wurde jedoch durch den Brand fast komplett zerstört. Die neueren Sammlungen decken Mineralien aus der gesamten Region der Karpaten und des Karpatenbeckens ab. Hierzu gehören auch Raritäten wie ein mittlerer Amethyst und ein Stück Mondgestein einer früheren Apollo-Mission. Eine neuere Attraktion der Sammlung ist ein 15 Millionen Jahre alter und 300 Kilogramm schwerer Holzopal aus dem Mátra-Gebirge.

### Zoologische Abteilung
Die Zoologische Sammlung ist die fünftgrößte Europas und umfasst insgesamt über 7 Millionen Muster Wirbelloser und Wirbeltiere. In der Eingangshalle des Museums befindet sich ein rund 20 Meter langes Skelett eines Finnwals (Balaenoptera physalus).

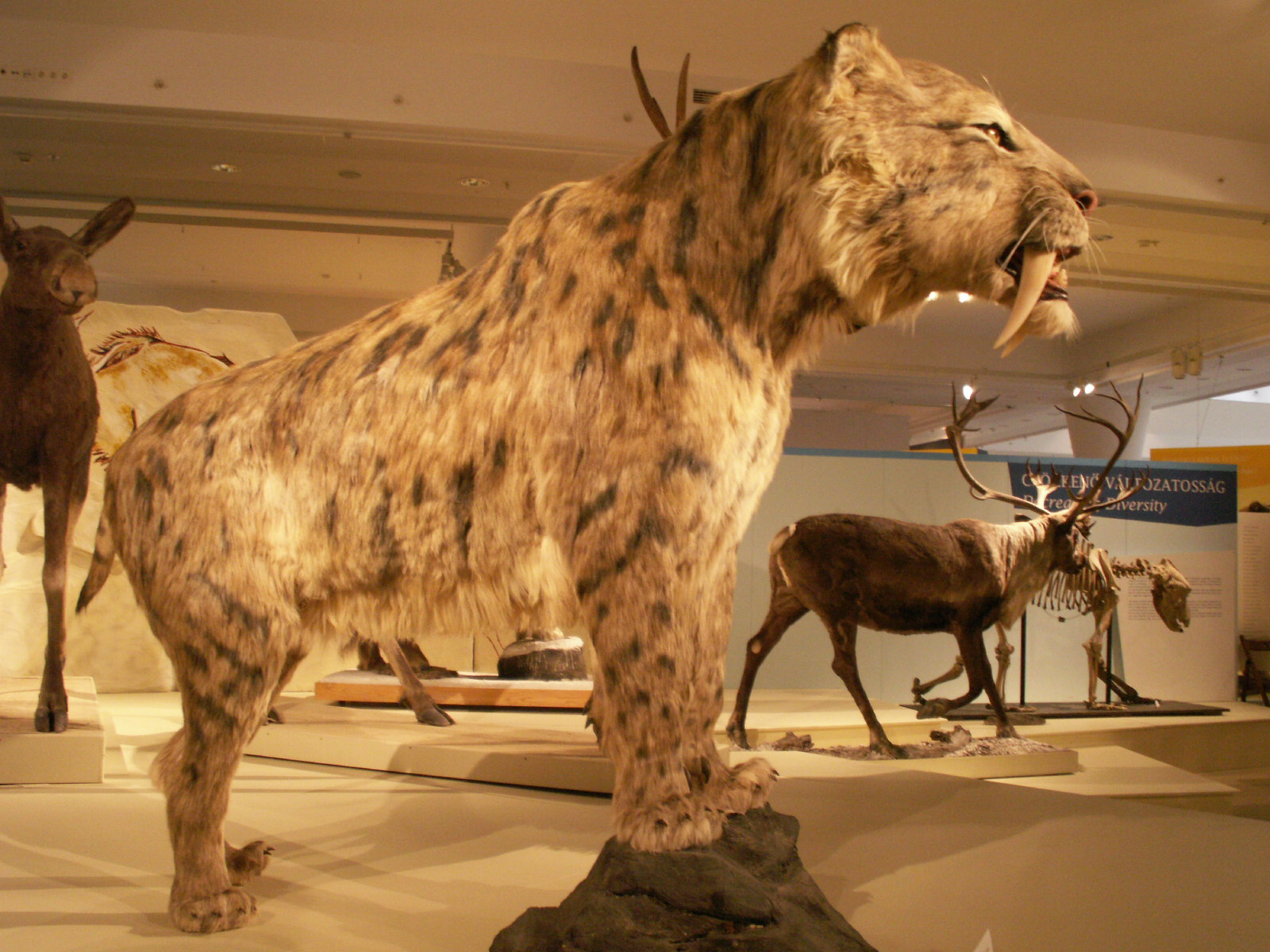
Smilodon populator

## Information und Dokumentation
Die Bibliothek des Naturwissenschaftlichen Museums ist die größte naturwissenschaftliche Spezialbibliothek in Ungarn. Der Bestand beläuft sich auf ca. 300.000 Medien und ist über einen digitalen Bibliothekskatalog (OPAC) öffentlich zugänglich; unter anderem über 1.720 laufende Zeitschriften. Jede der fünf Forschungsabteilungen besitzt eigene Fachbibliotheken:
- Anthropologische Bibliothek, Ludovika-Platz 2
- Botanische Bibliothek, Könyves-Kálmán-Boulvd. 40
- Mineralogische Bibliothek, Ludovika-Platz 2
- Pädagogische Bibliothek, Ludovika-Platz 6
- Paläontologische Bibliothek, Ludovika-Platz 2
- Zoologische Bibliothek, Baross-Straße 13

Das Museum veröffentlicht eigene wissenschaftliche Zeitschriften. Die erste Zeitschrift wurde 1877 vom Naturforscher Ottó Herman unter dem Titel „Zeitschrift für Zoologie, Botanik, Mineralogie und Geologie“ (Természetrajzi Füzetek) herausgegeben.

## Ausstellungen und Öffentlichkeitsarbeit

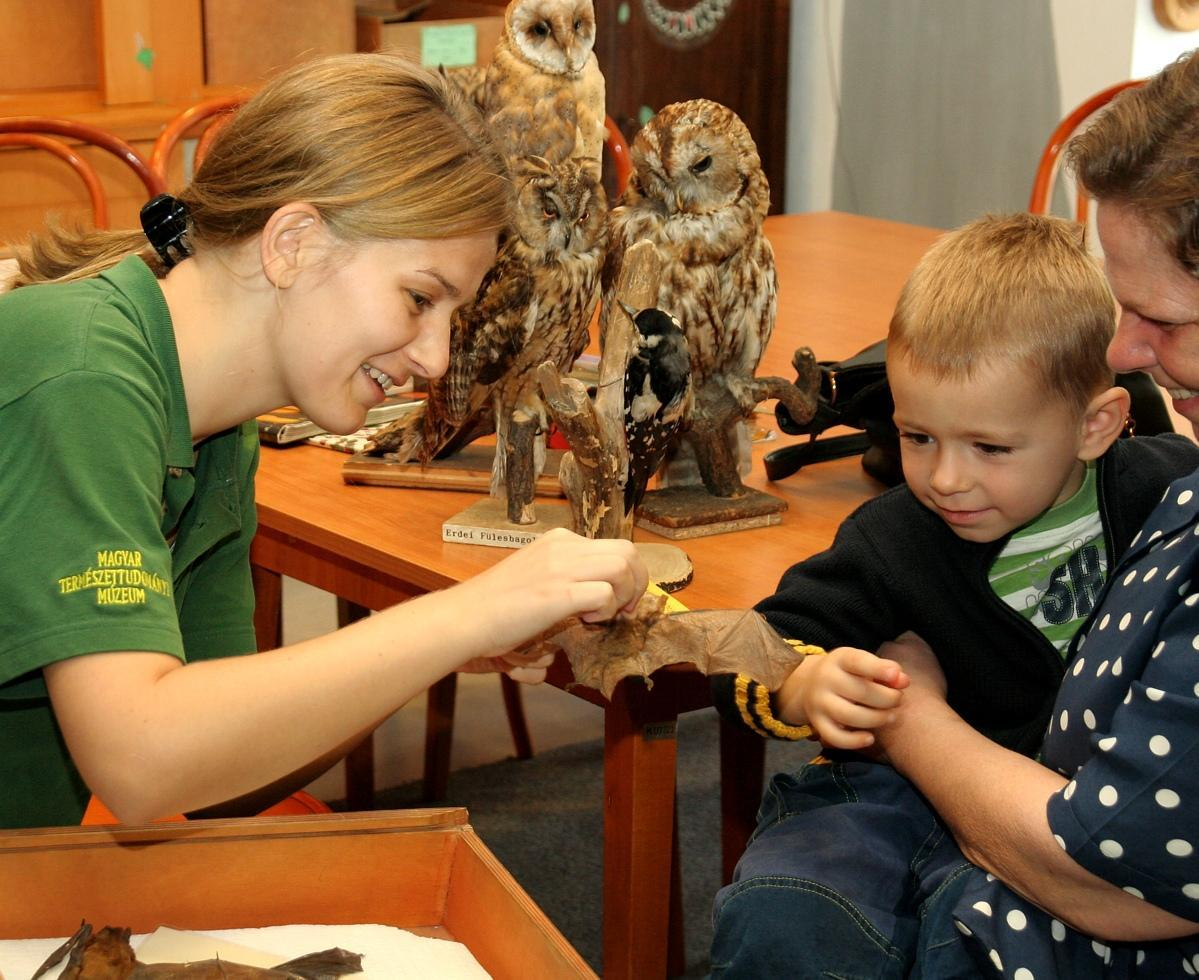
Individuelle Betreuung der Zoologischen Abteilung

Das Ungarische Naturwissenschaftliche Museum besitzt in Ungarn eine führende Stellung im Bereich der Wissensvermittlung und Museumspädagogik. Es besteht eine gemeinsame Arbeitsgruppe zwischen dem Ungarischen Naturwissenschaftlichen Museum und der Ungarischen Akademie der Wissenschaften.